# Camargo (cráter)
Camargo es el nombre de un cráter de impacto en el planeta Marte situado a 17.9° Norte y -250.4° Oeste. El impacto por un asteroide causó un abertura de 4,7 kilómetros de diámetro en la superficie del planeta. El nombre fue aprobado en 1988 por la Unión Astronómica Internacional en honor a la comunidad boliviana de Camargo.